# Heremigarius
Heremigarius (také Hermigarius nebo Hermegarius) (fl. 427–428) byl svébský vojevůdce působící v Lusitánii na počátku 5. století. Fredegarova kronika sepsána v polovině 7. století Heremigaria nazývá rex Suaevorum, (král Svébů). Mohl být společným monarchou s Hermerichem či jeho nástupcem, ale žádný primární zdroj to přímo neuvádí.
Podle současníka Hydatia, Heremigarius zaútočil na města Sevilla a Mérida ovládaná Vandaly, kde spáchal blíže nespecifikovaný přestupek (iniuria) v bazilice svaté Eulálie. Byl tedy „svržen do řeky Ana rukou Boží“, kde se utopil. Ve skutečnosti byl poražen v bitvě vandalským králem Geiserichem nedaleko Méridy, kde se při ústupu utopil v řece.
Casimiro Torres v Galicii tvrdil, že Heremigarius byl otcem magistera militum Ricimera. Byl také spojován s Ermengonem, který je pohřben v ariánské hrobce v bazilice, v hlavním městě Vandalů, Hippo Regius.